# Sphecodes rohweri
Sphecodes rohweri är en biart som beskrevs av Cockerell 1907. Sphecodes rohweri ingår i släktet blodbin, och familjen vägbin. Inga underarter finns listade i Catalogue of Life.